# Parrocchia di West Feliciana
La parrocchia di West Feliciana (in inglese West Feliciana Parish, in francese: Paroisse de Feliciana Ouest; in spagnolo: Parroquia de West Feliciana) è una parrocchia dello Stato della Louisiana, negli Stati Uniti d'America. La popolazione al censimento del 2010 era di 15.625 abitanti. Il capoluogo è St. Francisville e la parrocchia fu istituita nel 1824.
Nel 1824 la parrocchia di Feliciana fu divisa in East Feliciana e West Feliciana, per via dell'aumento della popolazione nella parrocchia. West Feliciana fa parte dell'area metropolitana di Baton Rouge
La centrale nucleare di River Bend, operata da Entenergy, si trova a West Feliciana, sotto St. Francisville, e produce circa il 10% del fabbisogno elettrico totale della Louisiana.
Il Penitenziario statale della Louisiana si trova nella parrocchia, nella località di Angola. Occupa circa 73 km² nell'ansa di un fiume, circondato da tre lati da acqua.

## Storia

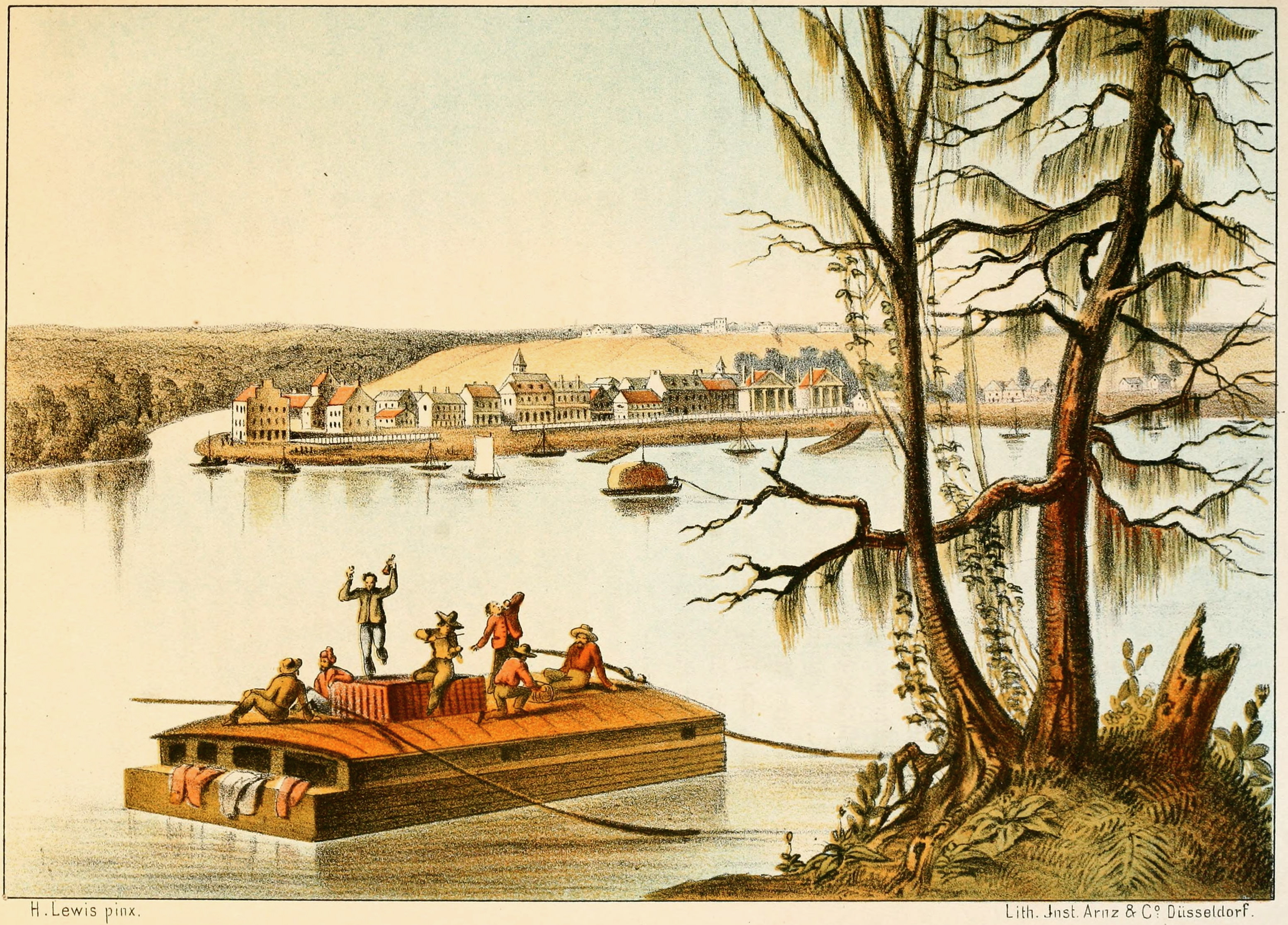
Bayou Sara vista dal Mississippi, verso la fine degli anni 1840; St. Francisville in costruzione sullo sfondo.

### XVIII e XIX secolo
A seguito della fondazione dell'insediamento di Bayou Sara da parte dei monaci francescani-cappuccini nel tardo XVII secolo, l'area fu esplorata dai francesi, dagli spagnoli e dai britannici. L'insediamento originario fu allagato diverse volte e alla fine cedette alle acque del Mississippi.
Dopo il 1763, quando la Francia fu sconfitta dalla Gran Bretagna nella guerra dei sette anni, cedette i propri territori della Louisiana francese ad est del fiume Mississippi al Regno di Gran Bretagna, che la incluse nella sua provincia della Florida occidentale. La Spagna ottenne il controllo dell'area intorno al 1780, durante la guerra anglo-spagnola, e mantenne la propria autorità nell'area per i successivi 30 anni.
Nel 1810 i coloni, molti dei quali di discendenza britannica, si ribellarono contro il regime coloniale spagnolo e istituirono la Repubblica indipendente della Florida occidentale, che tuttavia ebbe breve vita: dopo pochi mesi, gli Stati Uniti dichiararono l'area parte del territorio compreso nell'acquisto della Louisiana del 1803. Oggi questa regione è chiamata Florida Parishes.
La parrocchia di Feliciana venne istituita nel 1810 nel Territorio di Orleans, che fu ammesso all'Unione due anni dopo come stato della Louisiana. Con la continua crescita della popolazione, nel 1824 la parrocchia di Feliciana venne divisa in East e West Feliciana.
Durante la guerra di secessione, West Feliciana fornì assistenza finanziaria alle famiglie dei soldati che combattevano per gli Stati Confederati d'America. Le mogli ed i figli dei soldati ricevevano da 10 a 40 dollari al mese, a seconda delle persone componenti la famiglia.

### West Feliciana e la politica nazionale
Da prima della guerra di secessione, gli elettori bianchi conservatori di West Feliciana sostenevano storicamente il Partito Democratico. Dopo che la Louisiana interdì effettivamente dal voto i cittadini neri con la Costituzione del 1898, lo stato divenne, come gli altri del Sud, dominato da un solo partito. La legislatura dominata dai bianchi approvò le sempre più stringenti leggi Jim Crow, che posero in essere la segregazione razziale.
Dopo l'approvazione della legislazione sui diritti civili a metà degli anni '60, tra cui la protezione costituzionale dei diritti di voto, molti cittadini conservatori bianchi nel Sud degli Stati Uniti iniziarono a tendere verso il Partito Repubblicano, almeno in termini di sostegno ai candidati presidenziali. Nel 1972, anno della rielezione di Richard Nixon alla Presidenza, dopo le diffuse proteste contro la guerra e contro i cambiamenti culturali, West Feliciana fu l'unica parrocchia della Louisiana a sostenere il candidato democratico George McGovern e il suo vice Sargent Shriver. Nello stesso periodo, molti afro-americani del sud iniziarono a sostenere il Partito Democratico nazionale, che sosteneva la loro conquista dei diritti civili.
Dal 2000 gli elettori bianchi della parrocchia sostengono i candidati repubblicani nelle elezioni presidenziali negli Stati Uniti d'America. In quell'anno George W. Bush e il suo vice Dick Cheney ottennero 2.512 voti (55%) contro i 2.187 (45%) dei democratici Al Gore e Joe Lieberman. Gli elettori di West Feliciana sostennero nuovamente nel 2004 George Bush e Cheney con 2.932 voti (56%), contro i 2.214 (42%) dei candidati democratici John Kerry e John Edwards. I repubblicani John McCain e Sarah Palin vinsero nella parrocchia nel 2008, ma persero la battaglia nazionale contro i democratici Barack Obama e Joe Biden. Nel 2016 West Feliciana sostenne nuovamente i candidati repubblicani Donald Trump e Mike Pence con 3.390 voti (58,5%), contro i 2.248 (38,8%) dati agli sfidanti democratici Hillary Clinton e Tim Kaine.
Nel 2020 West Feliciana votò nuovamente in maggioranza i candidati repubblicani Donald Trump e Mike Pence con 3.863 voti (61,6%), contro i 2.298 (36,7%) dati agli sfidanti e vincitori a livello nazionale Joe Biden e Kamala Harris.

## Geografia
Secondo l'ufficio del censimento degli Stati Uniti d'America la parrocchia ha un'area totale di 1.100 km², di cui 1.040 km² terrestri e 60 (il 5,3%) acquatici.
La parrocchia si trova sul fiume Mississippi e confina con la parrocchia di Pointe Coupee ad ovest e East Feliciana ad est. Si trova a circa 48 km a nord di Baton Rouge, e a circa 97 km a sud di Natchez (Mississippi).
L'area, inclusi riferimenti al löss e al Penitenziario di Stato della Louisiana, fu utilizzata dall'autore Walker Percy come ambientazione per il suo romanzo The Thanatos Syndrome.

### Principali autostrade
- U.S. Route 61
- Louisiana Highway 10
- Louisiana Highway 66

### Parrocchie e contee adiacenti
- Wilkinson (Mississippi, nord)
- East Feliciana (est)
- East Baton Rouge (sud)
- West Baton Rouge (sud)
- Pointe Coupee (sud-ovest)
- Avoyelles (nord-ovest)
- Concordia (nord-ovest)

### Aree nazionali protette
- Cat Island National Wildlife Refuge

## Comunità

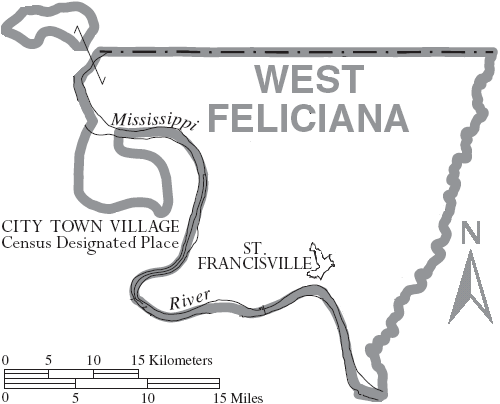
Map of West Feliciana Parish, Louisiana With Municipal Labels

### Città
- St. Francisville (capoluogo e unica municipalità)

### Aree non incorporate
- Penitenziario di Stato della Louisiana (Angola)
- Bains
- Tunica
- Wakefield